# Scyphostelma microphylla
Scyphostelma microphylla är en oleanderväxtart som först beskrevs av Carl Sigismund Kunth, och fick sitt nu gällande namn av Liede och Meve. Scyphostelma microphylla ingår i släktet Scyphostelma och familjen oleanderväxter. Inga underarter finns listade i Catalogue of Life.